# Jamie Luner
Jamie Michelle Luner (ur. 12 maja 1971 w Palo Alto w Kalifornii) – amerykańska aktorka telewizyjna, znana głównie z ról czarnych charakterów, m.in. Peyton Richards w "Savannah i Lexi Starling w "Melrose Place".

## Dzieciństwo
Jamie przyszła na świat w środę 12 maja 1971 roku w Palo Alto w Kalifornii. Jej rodzice, Stuart i Susan Luner, posłali ją do Beverly Hills High School, którą ukończyła z wyróżnieniem w 1989 roku. Jako dziecko aktora i modelki miała łatwiejszy dostęp do telewizji i już jako 15-latka wygrała pierwszą nagrodę w kategorii Monolog na LA Shakespeare Festival.

## Kariera telewizyjna
Luner po zagraniu kilku epizodów w sitcomie "Growing Pains" zagrała Cindy Lubbock w "Just the Ten of Us" (1988-1990) za co została nominowana do nagrody Young Artist Award w 1989 roku. Kiedy zakończono emisję serialu "Just the Ten of Us" w 1990 roku, Jamie postanowiła zostać szefową wykwintnej francuskiej restauracji. 

## 1990 - 2000
Luner powróciła do telewizji w 1993 roku w filmie "Dlaczego moja córka?" gdzie zagrała Lindę Gray. Film spotkał się z ogromnym sukcesem a Jamie otrzymała rolę w filmie "Confessions of a Sorority Girl" w 1994 roku gdzie poznała reżysera Aarona Spellinga. Ta znajomość zaowocowała kolejną rolą tym razem w niezwykle popularnym serialu "Savannah", gdzie od 1996-1997 roku grała Peyton Richards. Serial odniósł ogromny sukces na całym świecie. W 1998 roku wystąpiła wraz z aktorem Michaelem J. Foxem w "The Howie Mandel Show". Ogromnym przełomem w karierze aktorskiej Jamie była rola Lexi Starling w serialu "Melrose Place" gdzie występowała od 1997-1999 roku. Była to kolejna produkcja Aarona Spellinga. Po zakończeniu zdjęć do "Melrose Place" Luner otrzymała rolę Rachel Burke w "Ally Walker's replacement". Show zakończono po czterech sezonach w 2000 roku.

## 2000-2005
W tym okresie dostała trzyodcinkowy kontrakt do serialu "CSI:Zagadki kryminalne Miami". W 2000 roku występowała w serialu "Sacrifice along" wraz z Michaelem Madsenem. W 2003 roku zagrała w kolejnym serialu Aarona Spellinga.

## 2005-do dzisiaj
W 2005 roku Jamie Luner podpisała kontrakt z Lifetime Television na cztery seriale w tej telewizji: "The Suspect" (2005), "Blind Injustice" (2005), "Stranger in my Bed" (2005) i "The Perfect Marriage" (2006). W 2008 roku Luner zagrała w filmie "Heat Wave", którego premiera odbyła się w 2009. Aktorka występuje w serialu "Wszystkie moje dzieci".

## Seriale i filmy
- "Growing Pains" jako Cindy 1987
- "Just the Ten of Us" jako Cindy Lubbock 1988–1989
- "Dlaczego moja córka?" jako Linda Gray 1993
- "Confessions of a Sorority Girl" jako Sabrina Masterson 1994
- "Savannah" jako Peyton Richard 1996–1997
- "Melrose Place" jako Lexi Starling 1997–1999
- "Profiler" jako Rachel Burke 2000
- "CSI:Miami" jako Nikki Olson 2000
- "Ostatnia ofiara" ("Sacrifice") jako Naomi Cohen 2000
- "The Suspect" jako Beth James 2005
- "Blind Injustice" jako Diana Scott 2005
- "Stranger in my Bed" jako Sara Hansen 2005
- "The Perfect Marriage" jako Marrianne Danforth/Annie Grayson 2006
- "Nuclear Hurricane" jako Linda 2007
- "Heat Wave" jako Kate Jansen 2008